# HD 142407
HD 142407，又名CD-3012663，SAO 207119、HR 5916，是一颗恒星，视星等为6.21，位于銀經343.07，銀緯17.09，其B1900.0坐标为赤經15h 49m 14.9s，赤緯-30° 17.09′ 24″。